# 이연제약
이연제약 주식회사는 대한민국의 제약 기업이다.

## 주해
1. ↑  현대증권을 주관사로 공모가 16,500원에 코스피 시장에 상장